# Liu Shaoqi

Liú Shàoqí

Liu Shaoqi oder Liu Schao-Tschi (chinesisch 劉少奇 / 刘少奇, Pinyin Liú Shàoqí; * 24. November 1898 in Huaminglou, Kreis Ningxiang, Provinz Hunan; † 12. November 1969 in Kaifeng, Henan) war von 1959 bis 1968 der  Präsident der Volksrepublik China.

## Leben
Der Sohn eines reichen Bauern absolvierte seine Ausbildung an der gleichen Lehrerbildungsanstalt wie zuvor Mao Zedong. Im Jahre 1917 war er Gründungsmitglied der Gesellschaft für Neue Volksstudien, der auch Mao angehörte. Statt nach einem Vorbereitungsjahr sein Studium in Frankreich fortzuführen, schrieb er sich an der Fremdsprachenschule in Shanghai ein, die auf eine Initiative der Komintern zurückging. Von 1921 bis 1922 hielt er sich in Moskau auf, wo er an der Kommunistischen Universität der Werktätigen des Ostens studierte. Gleichzeitig wurde er Mitglied der neu gegründeten Kommunistischen Partei Chinas. 1922 war er Delegierter zum Ersten Kongress der kommunistischen und revolutionären Organisationen des Fernen Ostens, der in Moskau stattfand.
Bei seiner Rückkehr wurde er auf Anweisung der Partei im Kohlerevier von Anyuan, Provinz Jiangxi aktiv und war bis 1925 maßgeblich an der Organisation von Streiks und Gewerkschaften beteiligt. Zwischen 1925 und 1927 führte er diese Arbeit fort, unter anderem in Hubei und Shanghai. Am bemerkenswertesten war die Entwicklung in Wuhan, wo 1926 innerhalb von zwei Monaten 300.000 Arbeiter in 200 neu gegründeten Gewerkschaften Mitglied wurden. Auf dem 5. Kongress der Kommunistischen Partei 1927 wurde er in das Zentralkomitee aufgenommen.

### Ämter
Damit begann eine steile Karriere, in deren Rahmen er zahlreiche Ämter bekleidete, darunter:
- 1928 auf dem 6. Parteikongress in Moskau Direktor der Arbeiterabteilung des Zentralkomitees,
- 1931, auf dem 5. Internationalen Arbeiterkongress gewählt, Mitglied im Exekutivbüro und, auf dem 4. Plenum der KPCh, Mitglied des Politbüros,
- 1931, als die Chinesische Sowjetrepublik ausgerufen wurde, Mitglied ihres Zentralen Exekutivrates,
- 1932, Generalsekretär der KPCh in der Provinz Fujian
- 1933, Stellvertretender Kommissar für Arbeit im Rat der Volkskommissare,
- 1934, Mitglied des Ständigen Präsidiums

1934 nahm er am Langen Marsch teil und unterstützte Mao Zedong während der Konferenz von Zunyi. Nach der Ankunft in der Provinz Shaanxi 1935, die das Ende des Langen Marsches markierte, wurde er in Peking Leiter der Nordchina-Sektion. 1936 war er KPCh-Generalsekretär für Nordchina und leitete die anti-japanische Bewegung in diesem Gebiet. Von 1937 bis 1938 bestimmte er die Personalpolitik der Organisationsabteilung mit und dozierte am Marx-Lenin-Institut.

### 1939–1969
Von 1939 bis 1945 bediente er sich der Schriftform, um seine politischen Ansichten zu veröffentlichen. Nach der Ausrufung der Volksrepublik China wurde Liú vom Zweiten und Dritten Volkskongress zu deren Präsidenten gewählt. In den frühen 1950er Jahren trug er zu den wirtschaftlichen Entwicklungen Chinas bei.
Weitere Stationen waren:
- 1941: Leiter des Zentral-China Büros; Politkommissar der Vierten Armee
- 1943: Stellvertretender Vorsitzender des Revolutionären Volksmilitärrates und Generalsekretär der KPCh
- 1945: Stellvertretender Parteivorsitzender
- 1948: Ehrenvorsitzender des Verbandes für Arbeit
- 1949: Stellvertretender Vorsitzender des Weltbundes der Gewerkschaften und des Volksregierungsrates
- 1954: Vorsitzender des Nationalen Volkskongresses.

1959, nach dem Rücktritt Maos, übernahm er das Amt des Vorsitzenden der Volksrepublik China und reiste in dieser Funktion nach Moskau, Indonesien, Burma, Kambodscha, Nordkorea, Pakistan und Afghanistan. Auch seine innenpolitische Position konnte er stärken. Während einer Reise in sein Heimatdorf lernte er die Auswüchse des sogenannten Großen Sprungs kennen. Auf einem Treffen aller führenden Personen Chinas, der 7000-Kader-Konferenz  erreichte er durch eine (vorher in anderer Form eingereichte) Rede, in der er Mao kritisierte, dass andere ihm, obwohl Lin Biao dies nicht tat, folgten und Mao so dazu bewogen wurde, seine Ämter niederzulegen. In den 1960er Jahren half er, die durch den Großen Sprung hervorgerufene wirtschaftliche Katastrophe zu überwinden. Zu Beginn der Kulturrevolution 1967 wurde er schließlich festgenommen und unter Hausarrest gestellt. Der amerikanische Sinologe John K. Fairbank behauptet in seinem 1972 erschienenen Buch „China perceived“, die Roten Garden und die Massen, die ihn verfolgten, seien von außerhalb des Parteiapparates mobilisiert worden. Im Oktober 1968 wurde er aus der Partei ausgeschlossen, und seine Ämter wurden ihm entzogen. In der Haft wurde er regelmäßig gefoltert, und Medikamente gegen seine Zuckerkrankheit und gegen Lungenentzündungen wurden ihm verwehrt. Ein Jahr später verstarb er nach einer weiteren Ächtung auf dem Parteitag im April am 12. November 1969 in der Haft in Kaifeng. Erst durch den ebenfalls abgefallenen Deng Xiaoping, der nach Maos Tod zur Führungsfigur wurde, wurde Liu auf der V. Plenartagung des XI. Zentralkomitees der KP Chinas im Februar 1980 postum rehabilitiert.
Auf privater Ebene ging Liú Shàoqí fünf Verbindungen ein. Zunächst war er mit einer Russin verbunden, als er 1921 seine Studien in Sowjetrussland fortsetzte. 1922 heiratete er He Baozhen, die 1933 in Nanjing hingerichtet wurde. Die dritte Ehefrau Xie Fei (谢飞) aus Wenchang, Hainan, nahm 1934 am Langen Marsch teil. Aus seiner vierten Ehe, 1940–1945 mit Wang Qian (王前), gingen ein Sohn (Liu Yunzhen, 刘允真) und eine Tochter (Liu Tao, 刘涛) hervor. 1946 heiratete er Wang Guangmei, mit der er zwei Söhne und zwei Töchter hatte.

## Werke
- Liu Schao-Tschi: Wie man ein guter Kommunist wird. Verlag für fremdsprachige Literatur, Peking 1965
- Liu Shaoqi: Ausgewählte Schriften und Materialien. Edition Cordeliers, Stuttgart 1982. ISBN 3-922836-08-9
- Liu Shaoqi: Selected works, Vol. I. (englisch) Foreign Languages Press, Beijing 1984 ISBN 0-08-031803-7